# Тьягу Данташ
Тьягу Філіпе Олівейра Данташ (порт. Tiago Filipe Oliveira Dantas, 24 грудня 2000, Лісабон) — португальський футболіст, центральний півзахисник лісабонської «Бенфіки». На умовах оренди грає за «Тонделу»,

## Кар'єра

### Клубна
Дантас потрапив до академії «Бенфіки» в 2010 році і пройшов там усі молодіжні команди. З сезону 2018/19 виступав у Сегунді за резервну команду клубу. Він також у складі команди до 19 років взяв участь у Юнацькій лізі УЄФА і вийшов у фінал у сезоні 2019/20, будучи капітаном команди, але там лісабонський клуб програв «Реалу» з рахунком 2:3 і не здобув трофей. Всього Данташ провів 49 матчів у Сегунді і забив 5 голів у складі резервної команди.
21 грудня 2019 року Тьягу дебютував за першу команду в матчі проти «Віторії» (Сетубал) у Кубку ліги.
На початку жовтня 2020 року півзахисник перейшов на правах оренди до клубу німецької Бундесліги мюнхенської «Баварії» незадовго до закінчення трансферного вікна перед початком сезону 2020/21, зсунутого через COVID-19. Молодий португалець став виступати у резервній команді, що виступала у Третій лізі. З першою командою поїхав на клубний чемпіонат світу 2020 року в Катарі, замінивши в останній момент у заявці Хаві Мартінеса, який змушений був пропустити турнір через позитивний тест на коронавірус. На турнірі Данташ на поле не виходив, але здобув з командою золоті нагороди.

### Збірна
На початку квітня 2016 року Дантас провів дві гри за збірну Португалії до 16 років і двічі зіграв за команду до 17 років на початку грудня 2016 року.
З листопада 2018 року Тьягу грав за збірну U-19, в якій провів 8 ігор і забив один гол, після чого у вересні та жовтні 2020 року півзахисника двічі викликали в товариські матчі до збірної U-20.

7 липня 2021 року був орендований на один сезон клубом «Тондела».

## Досягнення
- Клубний чемпіон світу: 2020